# Бонвил (Манш)
Бонвил (фр. Bonneville) насеље је и општина у северној Француској у региону Доња Нормандија, у департману Манш која припада префектури Шербур-Октевил.
По подацима из 2011. године у општини је живело 181 становника, а густина насељености је износила 28,68 становника/km². Општина се простире на површини од 6,31 km². Налази се на средњој надморској висини од 24 метара.

## Демографија
| 1962. | 1968. | 1975. | 1982. | 1990. | 1999. | 2011. |
| ----- | ----- | ----- | ----- | ----- | ----- | ----- |
| 190   | 205   | 173   | 154   | 129   | 143   | 181   |

График промене броја становника у току последњих година